# Karl Ziegler (författare)
Karl Ziegler, född den 12 april 1812, död den 20 maj 1877, var en österrikisk skald, känd under signaturen Carlopago.
Ziegler innehade 1838-57 en syssla vid kultusministeriet i Wien, utgav Gedichte (1843), Himmel und Erde (1856), Oden (1866) och Vom Kothurn der Lyrik (1869), en samling dityramber, hymner och elegier.